# Plexippus brachypus
Plexippus brachypus là một loài nhện trong họ Salticidae.
Loài này thuộc chi Plexippus. Plexippus brachypus được Tord Tamerlan Teodor Thorell miêu tả năm 1881.